# Bredo von Munthe af Morgenstierne
 Der er flere personer med dette navn, se Bredo von Munthe af Morgenstierne (museumsdirektør).
Bredo von Munthe af Morgenstierne, født Munthe (23. september 1701 i Froen Præstegård, Gudbrandsdalen – 13. januar 1757 på Bækkeskov) var en dansk-norsk kollegieembedsmand og godsejer.

## Karriere
Bredo Munthe var søn af provst Otto Munthe, præst i Froen i Gudbrandsdalen, deponerede fra Christiania Skole 1718, blev cand.theol. 1720 og søgte derefter juridisk uddannelse. Han blev 1728 prokurator ved Højesteret, 1735 kammeradvokat, 1737 kancelliråd, 1747 assessor (dommer) i Højesteret og virkelig justitsråd, var 1747-49 og 1753-57 kommitteret i Økonomi- og Kommercekollegiet og købte 1741, til dels for arvede midler, Bækkeskov Gods i Præstø Amt. Han ejede også et stykke tid gården Petersborg i Høsterkøb, hvor han anlagde en plantage af morbærtræer. Han solgte den igen 1752.
1755 blev han optaget i adelstanden med navnet von Munthe af Morgenstierne og døde 1757. Han ægtede 25. maj 1730 Anna Dorothea Smith (10. september 1714 – 18. december 1777), datter af generalfiskal Troels Smith.

## Vurdering
Bredo von Munthe af Morgenstierne er med urette blevet rost for den dygtighed, hvormed han fremmede den i 1737 begyndte, senere standsede revision af Christian V's lovbøger, der vist overdroges ham efter eget ønske; han arbejdede herpå fra 1747 til sin død efter udførlige instrukser, først alene, fra 1756 som medlem af en kommission, men da Kofod Ancher 1759 skulle levere en oversigt over det udrettede, var udbyttet kun ringe: Munthe havde indsamlet parallelhenvisninger til lovbogsartikler og henvisninger til nyere love, der nu ingen værdi havde; ekstrakterne af Højesterets dombøger var "choiserte med maadeligt Jugement". Munthes bedste arbejde var en indsamling af henvisninger til lovbøgernes kilder; derimod havde han ikke tilvejebragt det mindste af de i hans instruks forlangte codices af lovbøgerne med indførte mangler og rettede fejl. Det hidtil indsamlede materiale til revisionen af lovbøgerne betegnede Kofod Ancher som en "rudis et indigesta moles", og de bevarede håndskrifter viser, at denne dom over dem som helhed ikke er for streng.
Munthe af Morgenstierne var en aktiv frimurer og var skatmester for logen Zorobabel.
Han er begravet på Everdrup Kirkegård. Der findes et portrætmaleri af Andreas Brünniche i familieeje.